# Betancuria Express
Die Schnellfähre Betancuria Express ist eine Katamaranfähre der spanischen Fährgesellschaft Fred. Olsen Express. Das Schiff fuhr bis Ende August 2018 als Leonora Christina unter dänischer Flagge mit Heimathafen Rønne für die Fährgesellschaft BornholmerFærgen zwischen Rønne und Ystad und war Dänemarks größte Schnellfähre.

## Geschichte
Die am 2. April 2009 bestellte Fähre wurde 2010/2011 unter der Baunummer 246 von Austal gebaut. Die Kiellegung fand am 3. März 2010, der Stapellauf am 28. Januar 2011 statt. Die Fertigstellung erfolgte am 10. Mai 2011. Am 17. Mai 2011 ging die Fähre offiziell in den Besitz von BornholmerFærgen über.
Am 18. Mai 2011 begann die drei Wochen lange Überführung von der Werft in Perth nach Rønne. Die Fähre erreichte den Hafen von Rønne am Morgen des 10. Juni 2011.

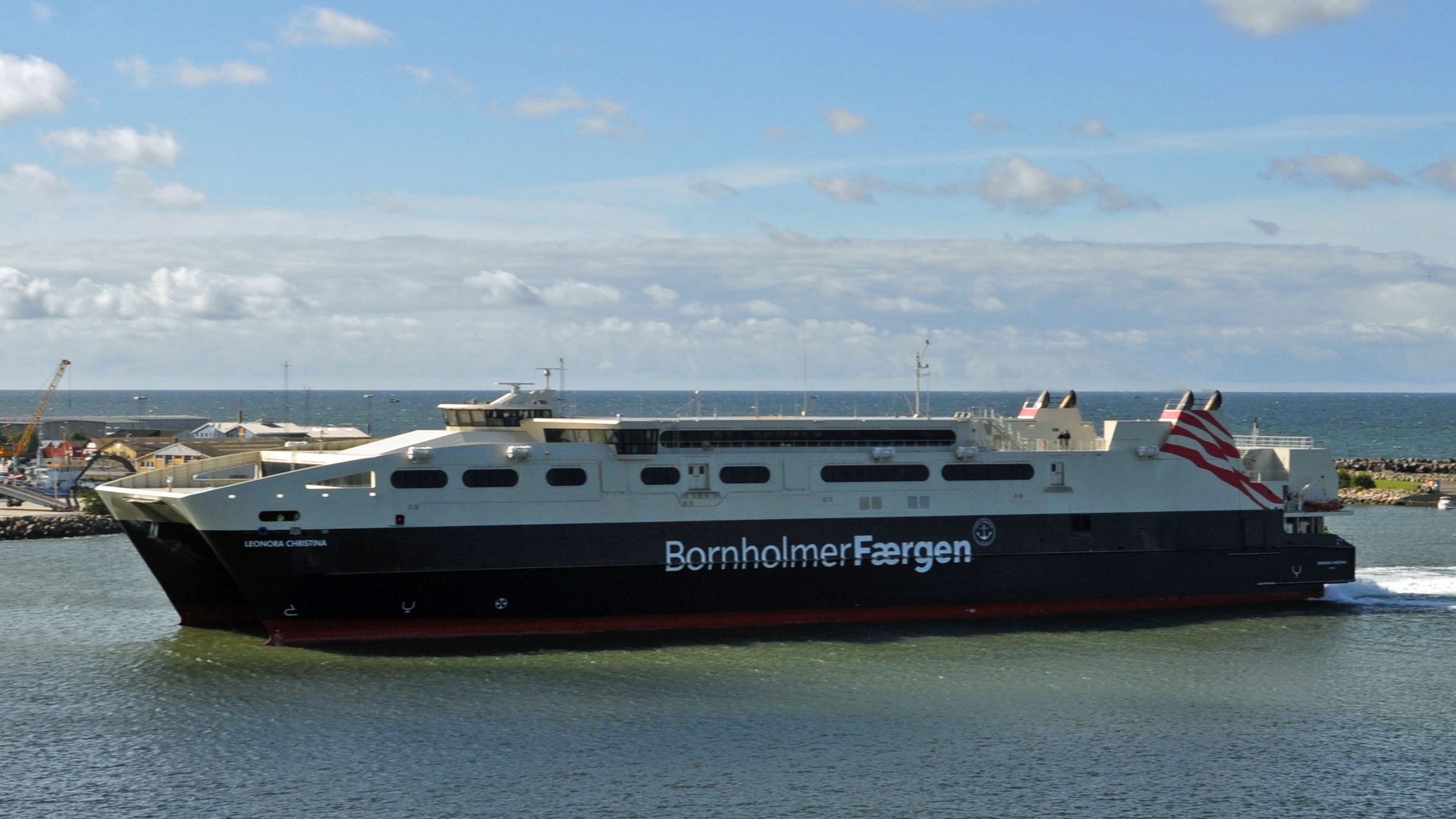
Die Leonora Christina im Hafen von Rønne (2012)

BornholmerFærgen setzte das Schiff ab dem 22. Juni 2011 als Leonora Christina zwischen Rønne (Bornholm) und Ystad (Schweden) ein. Das Schiff bediente die Strecke zusammen mit der Villum Clausen, der zweiten Schnellfähre der Reederei. Die Überfahrt dauerte etwa 80 Minuten.
Nachdem 2016 die dänische Reederei Molslinjen den Verkehrsvertrag für die Bedienung der Fährlinien von Dänemark, Schweden und Deutschland zur Insel Bornholm ab dem 1. September 2018 gewonnen hatte, verkaufte BornholmerFærgen das Schiff an die zu Fred. Olsen gehörende spanische Reederei Ferry Gomera, charterte das Schiff aber zunächst zur Erfüllung des noch bis Ende August 2018 laufenden Vertrages zurück.
Am 31. August 2018 bediente das Schiff letztmals die Route zwischen Ystad und Rønne. Im September 2018 wurde das Schiff in Betancuria Express umbenannt und kam unter spanischer Flagge in Fahrt. Seit Oktober 2018 setzt Fred. Olsen Express das Schiff im Verkehr zwischen den Kanarischen Inseln ein.

## Kontroversen um die Namensgebung
Die Schnellfähre Leonora Christina war nach der Gräfin Leonora Christina Ulfeldt (1621–1698), der Tochter von König Christian IV. und Kirsten Munk, benannt. Es gab eine Debatte um die Benennung des Schiffes, da die Namenspatronin Leonora Christina als Landesverräterin galt. Die Zeitschrift „Destination Bornholm“ schrieb, dass Leonora Christina nicht mehr mit Bornholm zu tun gehabt habe, als dass sie 17 Monate auf Hammershus eingesperrt war.
Am 3. Februar 2011 bestätigte das dänische Transportministerium, dass die Namensgebung überdacht werden solle. BornholmerFærgen schrieb einen Wettbewerb aus, in dem die Bürger einen Namen für das Schiff einreichen sollten. In der folgenden Abstimmung setzte sich der schon vorher angedachte Name Leonora Christina mit 50,22 % der Stimmen durch.
Das Schiff wurde am 21. Juni 2011 von Bornholms Bürgermeisterin Winni Grosbøll getauft.

## Technische Daten
Das Schiff wird von vier MAN-Dieselmotoren des Typs 20V28/33D mit jeweils 9.100 kW Leistung angetrieben. Die Motoren wirken über Untersetzungsgetriebe auf vier Wasserstrahlantriebe. Für die Stromerzeugung an Bord stehen vier Generatoren zur Verfügung, die von Volvo-Penta-Dieselmotoren des Typs D16 angetrieben werden. Das Schiff ist mit zwei mit jeweils 300 kW Leistung angetriebenen, ausfahrbaren Querstrahlsteueranlagen ausgerüstet.
Die Fähre hat drei Fahrzeugdecks sowie zwei Passagierdecks mit Geschäften, zwei Kinderspielplätzen, einer Bar und einem Restaurant. Die Fahrzeugkapazität beträgt 357 Pkw. Von Færgen wurde das Schiff mit einer Kapazität von 1400 Passagieren vermarktet. Fred. Olsen Express gibt für das Schiff eine Kapazität von 1598 Passagieren an.